# Vitali Tajbert
Vitali Tajbert (n. 25 mai 1982, Mihailovka⁠(d), RSS Kazahă, URSS) este un boxer german, medaliat olimpic. A participat la o ediție a Jocurilor Olimpice (2004) în care a câștigat o medalie de bronz.

## Participări
Lista de mai jos prezintă principalele competiții la care a participat Vitali Tajbert de-a lungul carierei.
- boxing at the 2004 Summer Olympics – featherweight[*]